# 瓦朗热维尔
瓦朗热维尔（法語：Varangéville，法語發音：[vaʁɑ̃ʒevil]）是法国默尔特-摩泽尔省的一个市镇，位于该省南部，属于南锡区。

## 地理
瓦朗热维尔（48°38'2"N, 6°18'49"E）面积12.04 平方千米，位于法国大東部大區默尔特-摩泽尔省，该省份为法国东北部内陆省份，是洛林的一部分，北邻比利时、卢森堡，北起顺时针与摩泽尔省、下莱茵省、孚日省和默兹省接壤。
与瓦朗热维尔接壤的市镇（或旧市镇、城区）包括：默尔特河畔阿尔、比松库尔、默尔特河畔栋巴勒、阿罗库尔、拉讷沃维尔-德旺南锡、勒农库尔、罗西耶尔欧萨利讷、圣尼古拉德波尔。

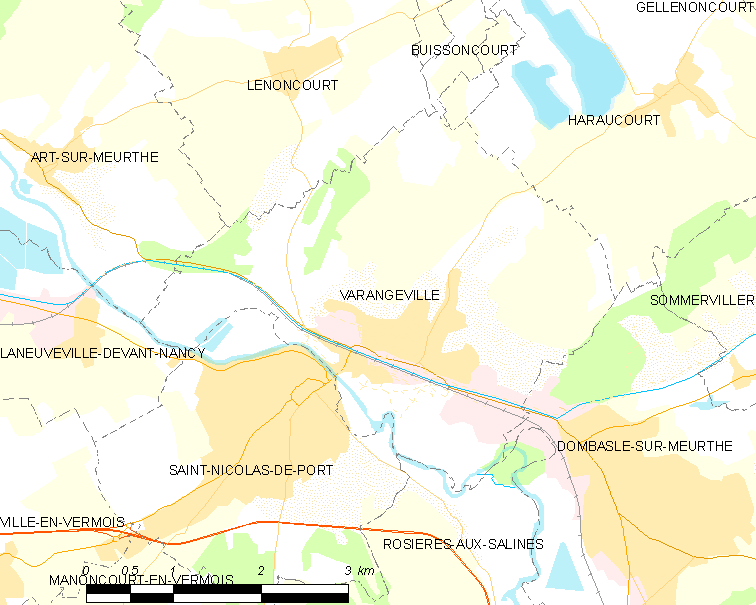
瓦朗热维尔的OSM定位图

瓦朗热维尔的时区为UTC+01:00、UTC+02:00（夏令时）。

## 行政
瓦朗热维尔的邮政编码为54110，INSEE市镇编码为54549。

## 政治
瓦朗热维尔所属的省级选区为吕内维尔第一县。

## 人口

1962-2008年间瓦朗热维尔人口变化图示

瓦朗热维尔于2022年1月1日时的人口数量为3555人。